# Карпинско јеванђеље
Карпинско јеванђеље је српски средњовековни кодекс из XIII века, писан у Карпинском манастиру по коме и носи назив.
Рукопис садржи 168 пергаментних листова. Писане су на ћириличном писму. Илуминација је богата и разноврсна, иницијали су тератолошки, биљњи или геометријски елеменати. Према садржају представља пун апракос, са јеванђељских зачала за све дане у години распоређени по редоследу у црковној години, полазећи од Васкрса. Рукопис садржи и синаксар.
Убраја се међу рукописе везане за Карпинским Апостолом и фрагмент из ирмологија. Као кодекс архаичног типа заузима значајно место у развоју јеванђељских превода и има значајно место међу средњовековним српским јеванђељским рукописима. Чува се у Државно историијском музеју у Москви, збирка Хлудов 28 1 101. 